# عبدالسلام آخوندزاده
عبدالسلام آخوندزاده (انگلیسی: Abdussalam Akhundzadeh; ۱۳ ژانویهٔ ۱۸۴۳ – ۱۸ نوامبر ۱۹۰۷) نویسنده، روحانی شیعه و پنجمین شیخ‌الاسلام قفقاز بود.